# Афганський Туркестан

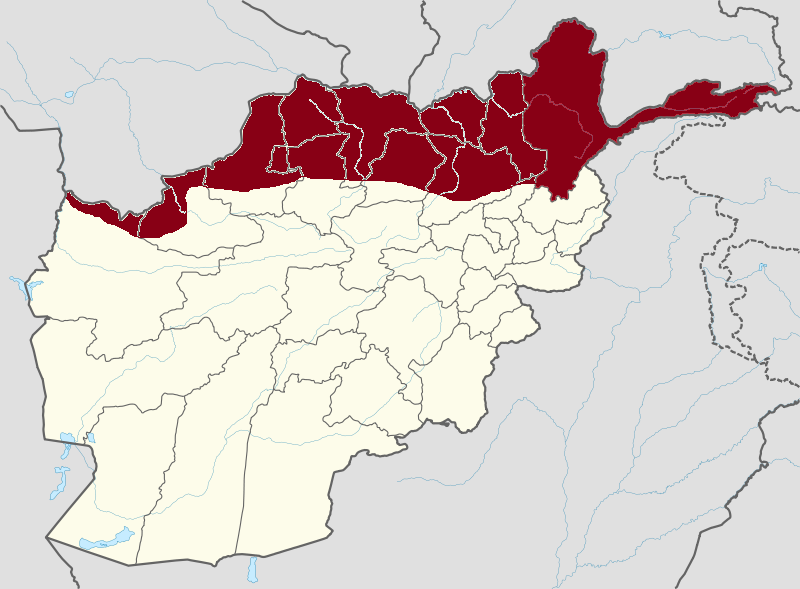
Приблизна територія Афганського (Південного) Туркестану

Афганський Туркестан (перс. ترکستان افغان Torkistâne Afghân; дарі ترکستان افغان / Turkistâni Afghân; узб. افغان ترکستانی / Afgʻon Turkistoni; туркм. افغان ترکستانی / Owgan Türkistani; також відомий як Південний Туркестан (перс. ترکستان جنوبی Torkistâne Janubi; дарі ترکستان جنوبی / Turkistâni Janubi; узб. جنوبی ترکستان / Janubiy Turkiston; туркм. جنوبی ترکستان / Günorta Türkistan) і Чар-Вілайєт - територія від річки Мургаб до Гіндукуша, яка в другій половині XIX століття склала провінцію Афганської держави, стала називатися Афганським Туркестаном. Регіон на півночі Афганістану, на кордоні з Туркменістаном, Узбекистаном та Таджикистаном.

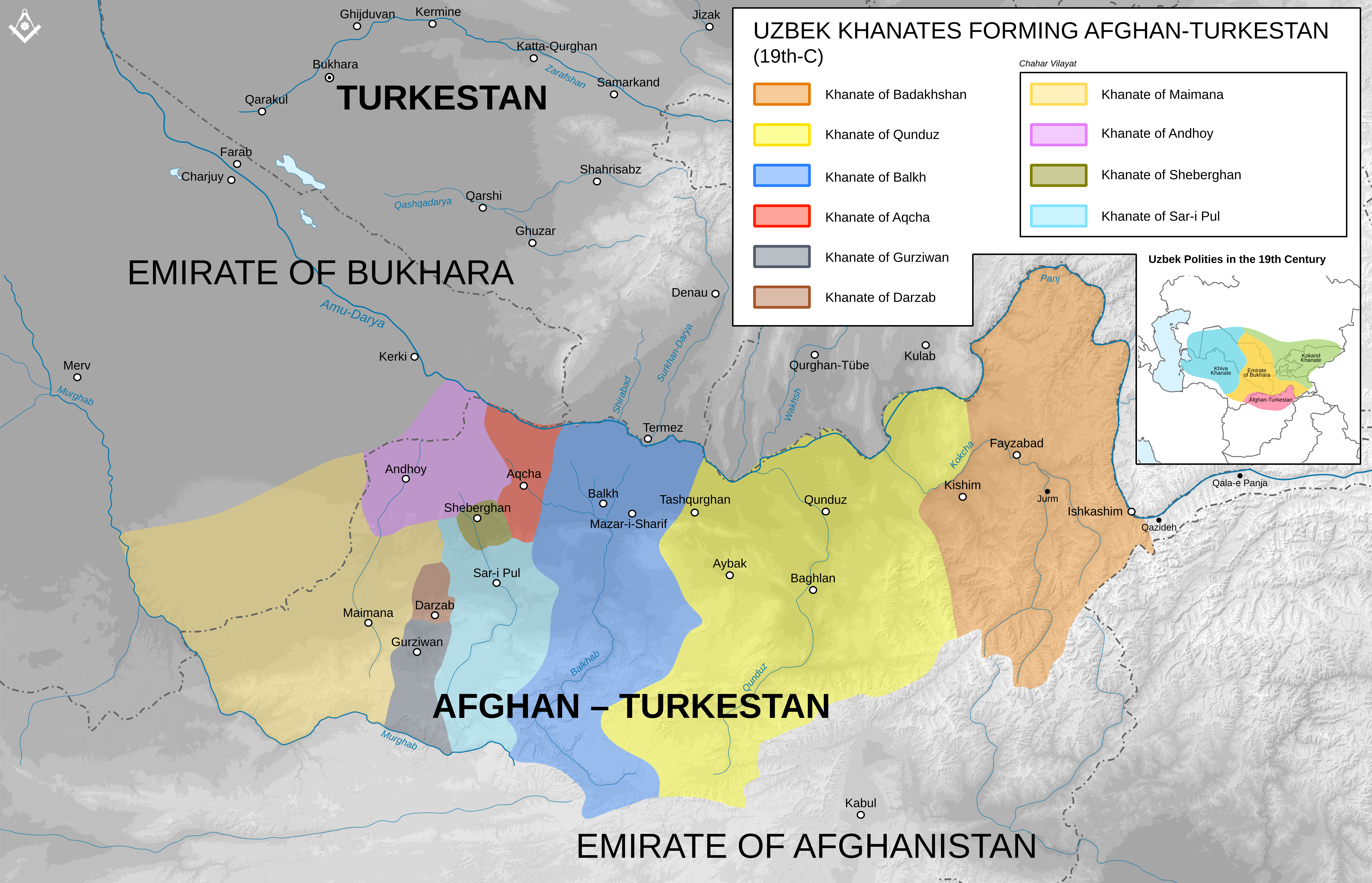
Карта узбецьких ханств, що утворюють Афганський Туркестан, XIX ст.

У XIX столітті в Афганістані існувала провінція під назвою Туркестанська з центром у Мазарі-Шаріфі, яка була скасована афганським еміром Абдур-Рахманом. На її території були сформовані сучасні провінції Балх, Кундуз, Джаузджан, Сарі-Пуль та Фарьяб.

## Географія

Прапор Південного Туркестану

В історичних відомостях до Афганського Туркестану відноситься територія від злиття річки Кокча з Амудар'єю на північному сході до провінції Герат на південному заході, що становить близько 500 миль (800 км) у довжину, із середньою шириною від північного кордону Афганізму до Гіндукуша 183 км. Таким чином, вона становила близько 57 000 квадратних миль (150 000 км2) або приблизно 2/9 території Афганістану. До неї увійшли території колишніх узбецьких ханств:
- Чар-вілайет:

- Акчинське ханство;
- Андхойське ханство;
- Сарипульське ханство;
- Шибірханське ханство;

- Бадахшанське ханство;
- Балхське ханство;
- Гурзіванське ханство;
- Дарзабське ханство;
- Кундузьке ханство;
- Мейменське ханство;
- Хульмське ханство.

## Історія
Стародавній Балх чи Бактрія була невід'ємною частиною Бактрійсько-Маргіанського археологічного комплексу. У V столітті до н.е. вона стала провінцією Ахеменідської імперії, а пізніше стала частиною імперії Селевкідів.
Близько 250 до н. Діодот I, правитель Бактрії при Селевкідах, проголосив свою незалежність і розпочав історію греко-бактрійських династій, які поступилися Парфянським та кочовим рухам близько 126 до н.е. Після цього настала буддійська епоха, яка залишила свої сліди у гігантських скульптурах у Баміані та висічених у скелі приміщень храму Хайбака. Район був спустошений Чингісханом, і з того часу ніколи повністю не відновив своє процвітання. Після цього територія належала Тимуридам і з XVI століття Бухарському ханству.
У XVIII столітті входила до складу афганських володінь Ахмад-Шаха Дуррані (1747-1772) і після нього його сина Тимур-Шаха Дуррані (1772-1793). Але в братовбивчих війнах синів Тимур-Шаха окремі ханства відійшли під незалежне правління різних узбецьких вождів.
На початку ХІХ століття вони належали Бухарському емірату. Але при емірі Дост Мухаммеді афганці захопили Балх і Ташкурган у 1850, Акчу та чотири західні ханства у 1855 та Кундуз у 1859. Суверенітет над Андхою, Шибірхан, Сарипуль та Маймана був предметом суперечки між Бухари та Кабула, до врегулювання англо-російської угоди 1873 на користь афганських претензій.
За жорсткого правління Абдур-Рахмана (1880-1901) ці віддалені території були тісно підпорядковані Кабулу. Після вступу на престол Хабібулла-хана узи з афганським Туркестаном знову ослабли.
В 1890 Катаган і Бадахшан розділені від афганського Туркестану і була створена нова Катагано-Бадахшанська провінція.